# Sanah
Зузанна Ирена Юрчак (пол. Zuzanna Irena Jurczak, род. 2 сентября 1997 года), известная как Sanah ― польская певица и автор песен. Она получила общенациональную популярность в 2020 году, выпустив свой сингл «Szampan», который стал хитом номер один в Польше. Позже она выпустила свой дебютный студийный альбом Królowa dram (2020), который занял первое место в Польше.

## Биография
Зузанна Ирена Юрчак родилась в Варшаве, окончила Музыкальный университет имени Фредерика Шопена в 2019 году, получив музыкальную степень по специальности «скрипка». После окончания университета она начала музыкальную карьеру и подписала контракт с лейблом Magic Records. Её дебютный мини-альбом Ja na imię niewidzialna mam был выпущен в октябре 2019 года. В январе 2020 года она получила три номинации на премию Fryderyk Awards 2020 польский эквивалент Грэмми.
В январе 2020 года она выпустила сингл «Szampan», который стал хитом номер один в Польше. За ним последовал сингл «Melodia», который также занял первое место. Её дебютный студийный альбом Królowa dram был выпущен в мае 2020 года и возглавил чарты в её родной стране.
В мае 2021 года певица выпустила свой второй студийный альбом Irenka. Он также стал альбомом номер один в Польше.
В 2022 году выпустила два альбома Uczta и Poezyje.
В 2024 выпустила альбом Kaprysy. 

## Дискография
Студийные альбомы
- Królowa dram (2020)
- Irenka (2021)
- Uczta (2022)
- Sanah śpiewa poezyje (2022)
- Kaprysy (2024)